# 胡適公園
25°2′23.73″N 121°37′4.02″E / 25.0399250°N 121.6177833°E

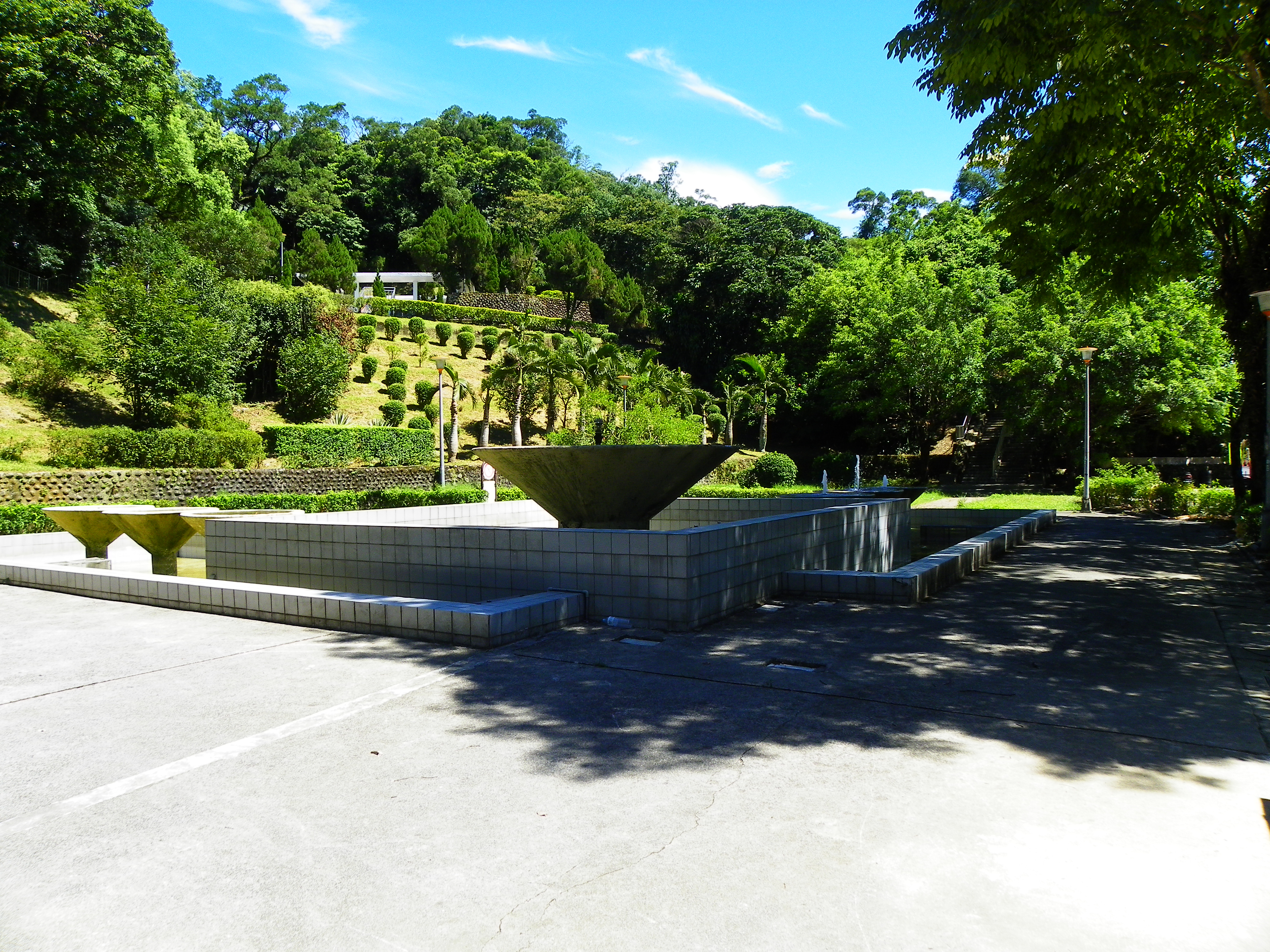
胡適公園前庭，胡適墓園在遠方小山丘之上

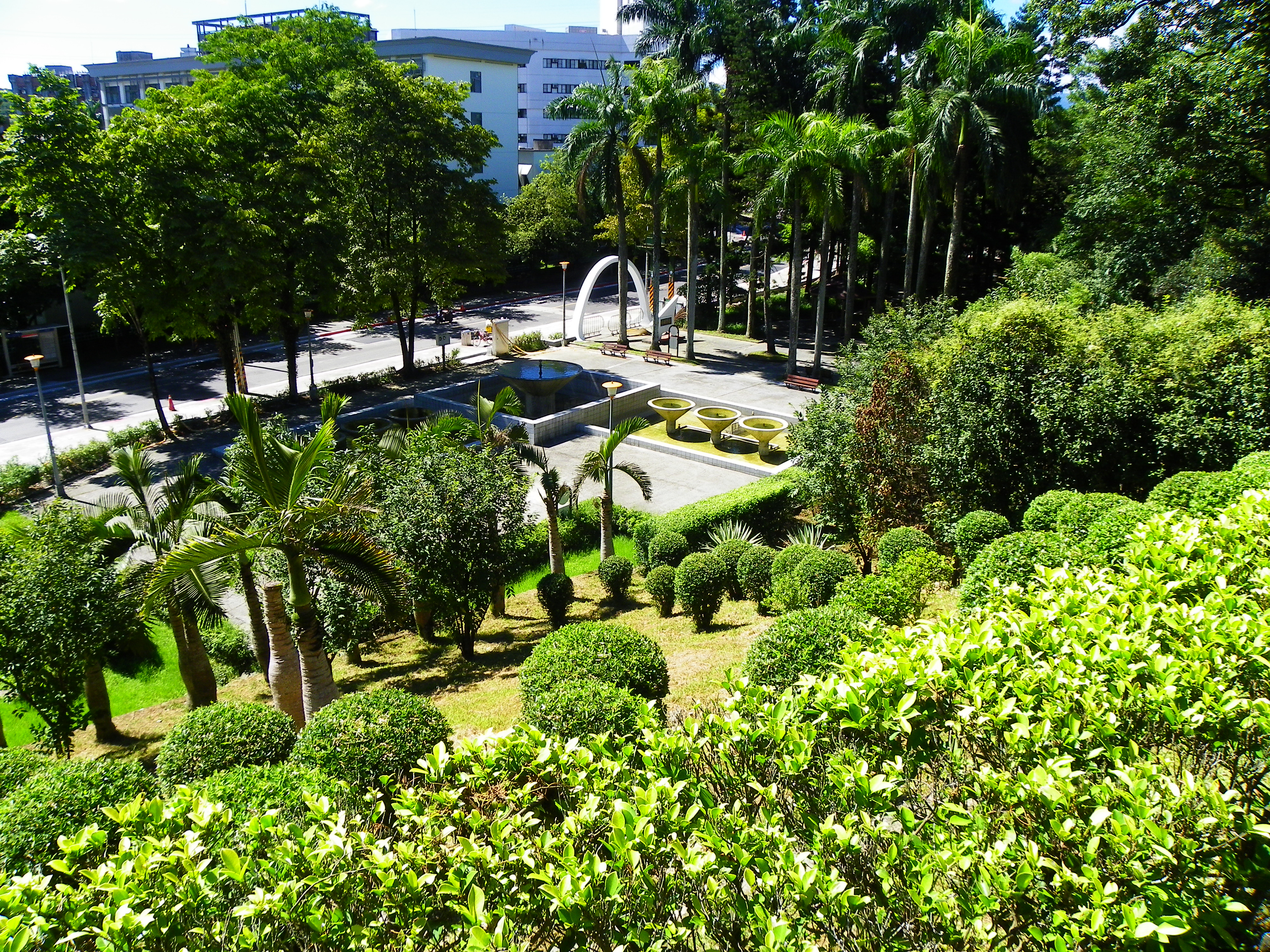
胡適公園俯瞰

胡適公園位于臺灣臺北市南港區研究院路二段，與中央研究院一路之隔。該地點原為南港山系延伸的小山丘，公園裡有胡適墓園與銅像、及董作賓墓。

## 沿革
1962年2月24日，於台灣參與中央研究院相關會議的胡適，於會議進行中心臟病發去世。身後，中華民國政府將胡適在台灣的故宅改建為胡適紀念館、購買私地闢建為胡適墓園。後來將週邊規劃擴建為一座公園，並於1973年11月12日正式開放，園內面積達16000平方公尺。
1963年董作賓逝世，也安葬於公園後山，並立有吳大猷紀念碑。

## 胡適墓園

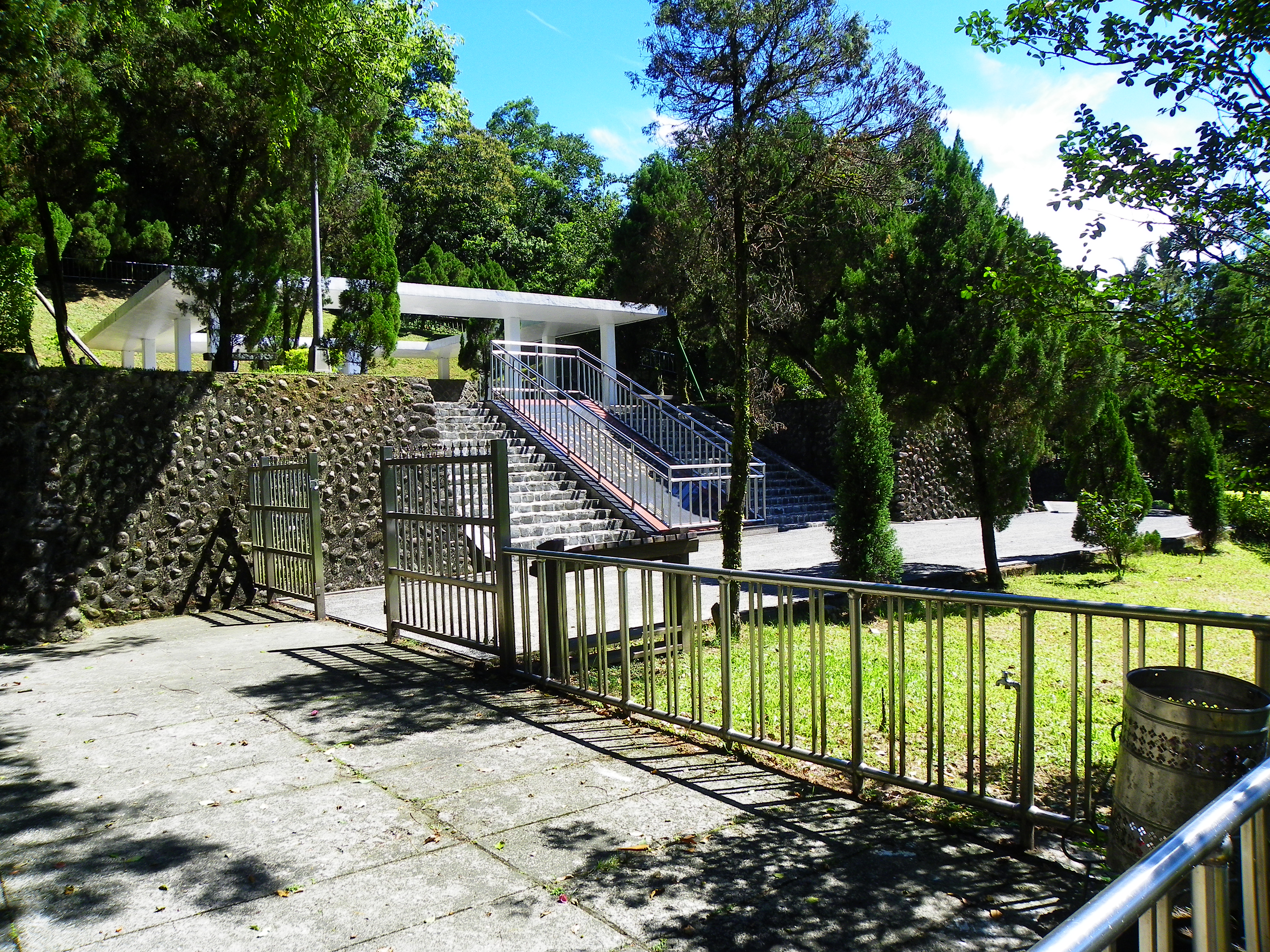
胡適墓園遠景
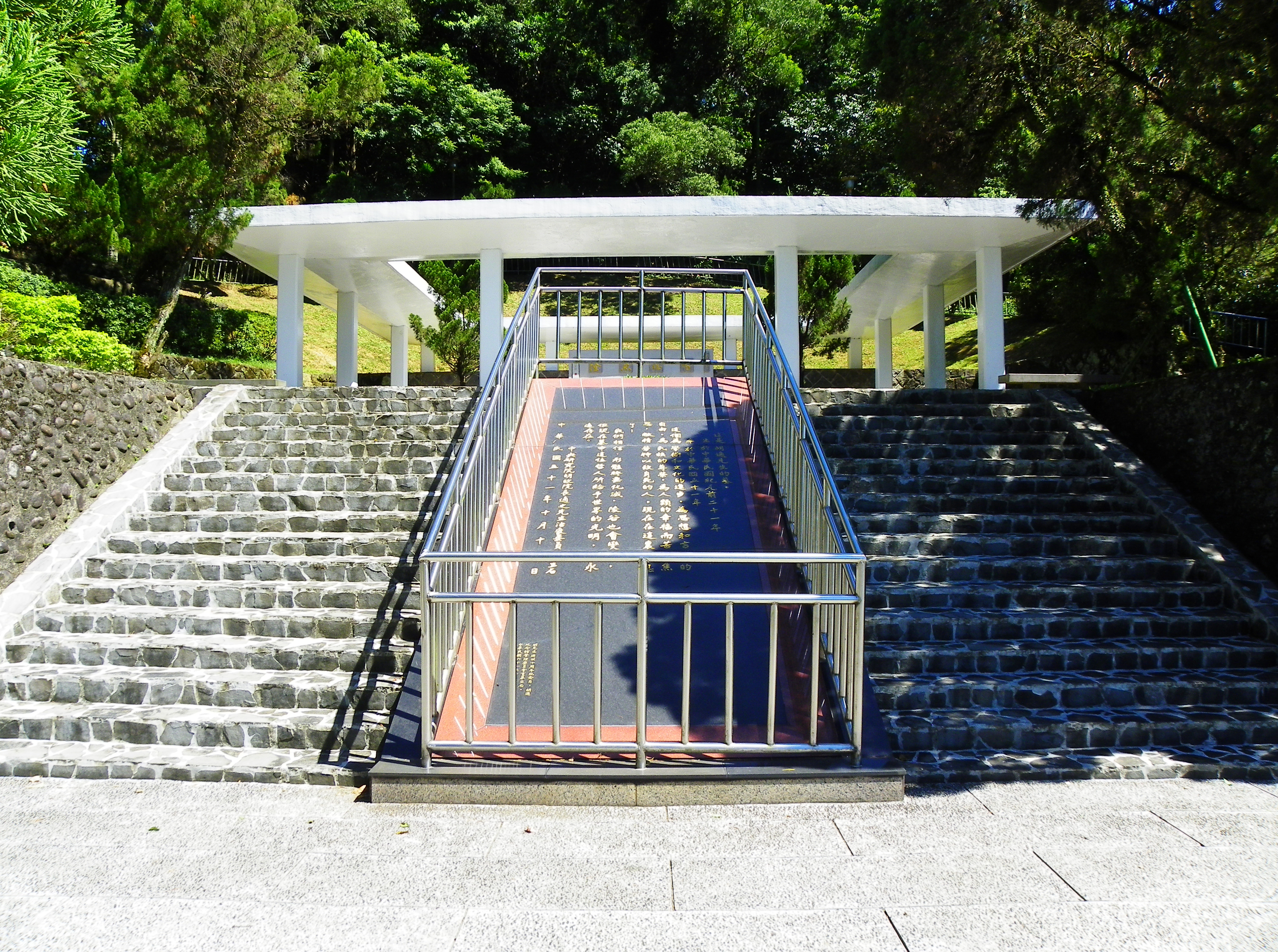
胡適墓園前庭，墓誌銘在坡道中間
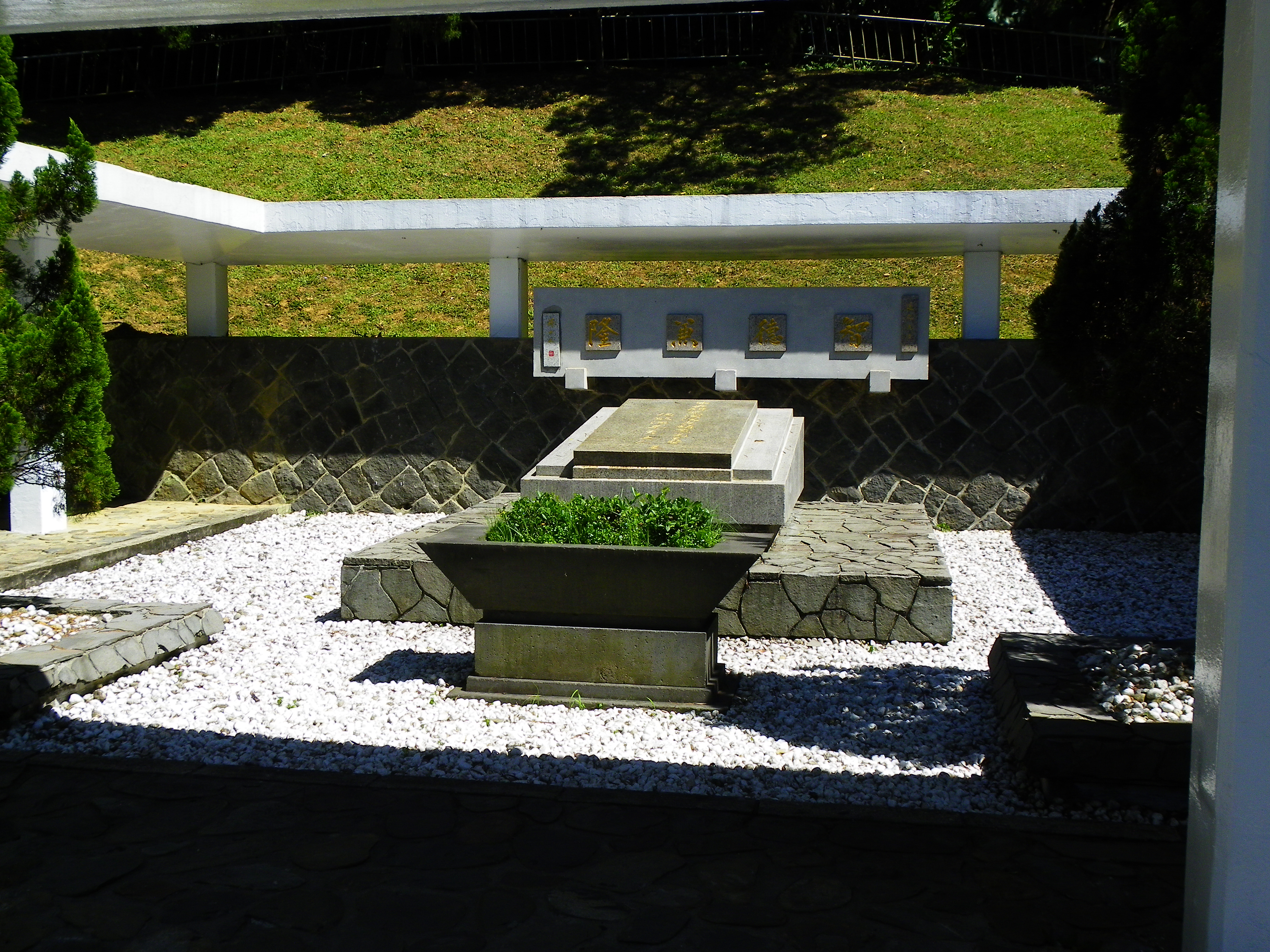
胡適之墓
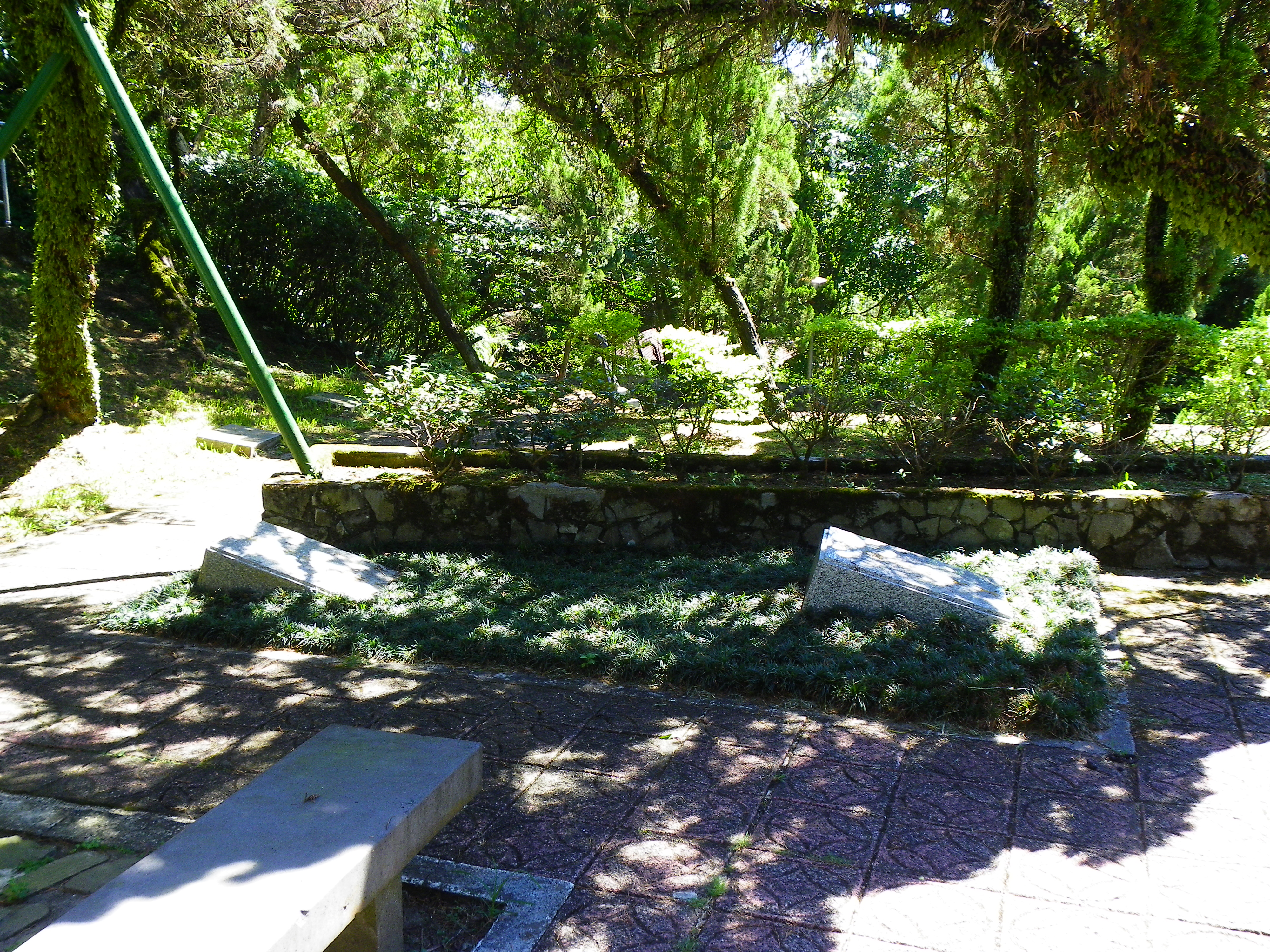
胡思杜紀念碑（左）與胡祖望先生墓（右）

## 園景

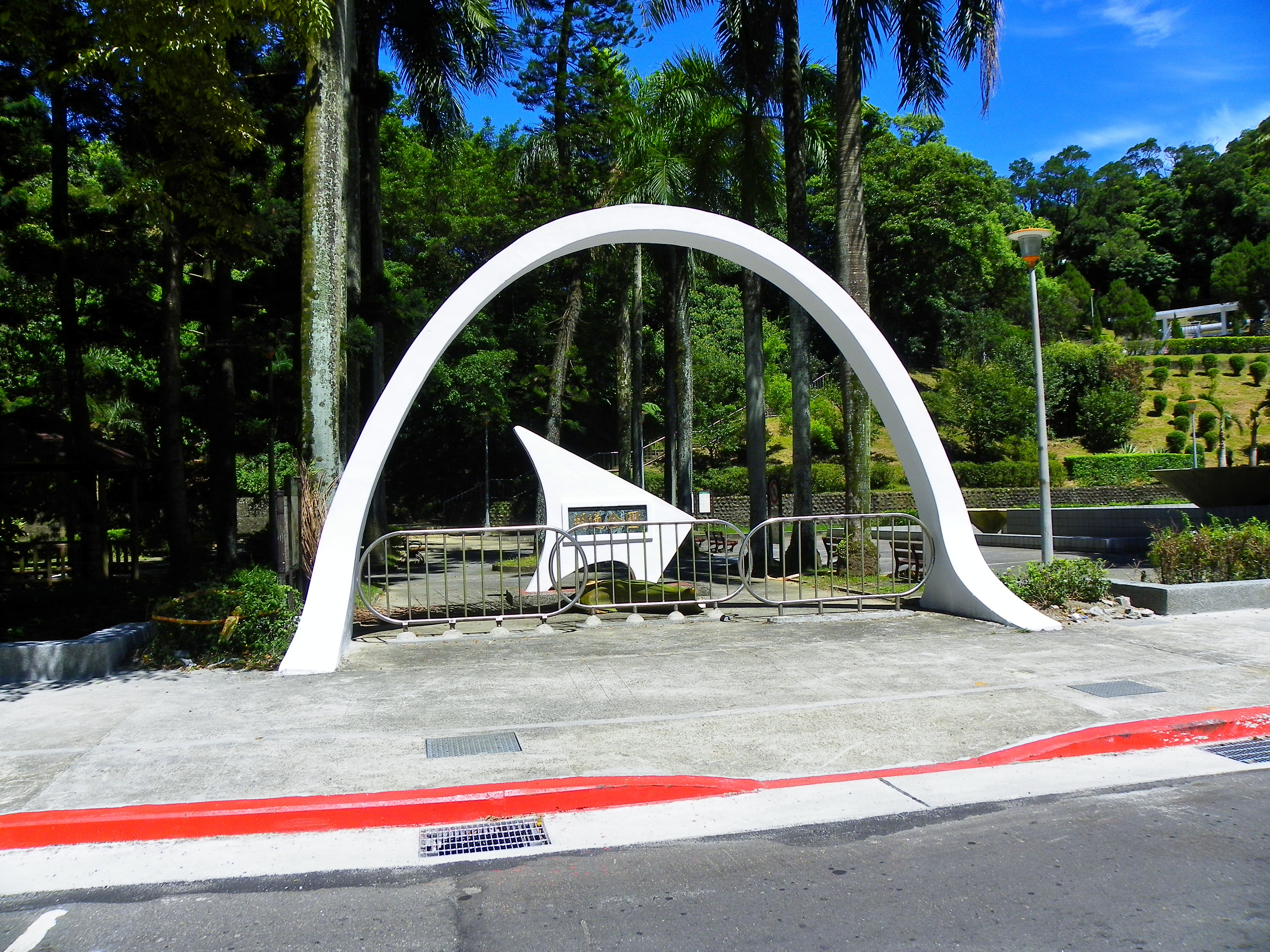
胡適公園入口
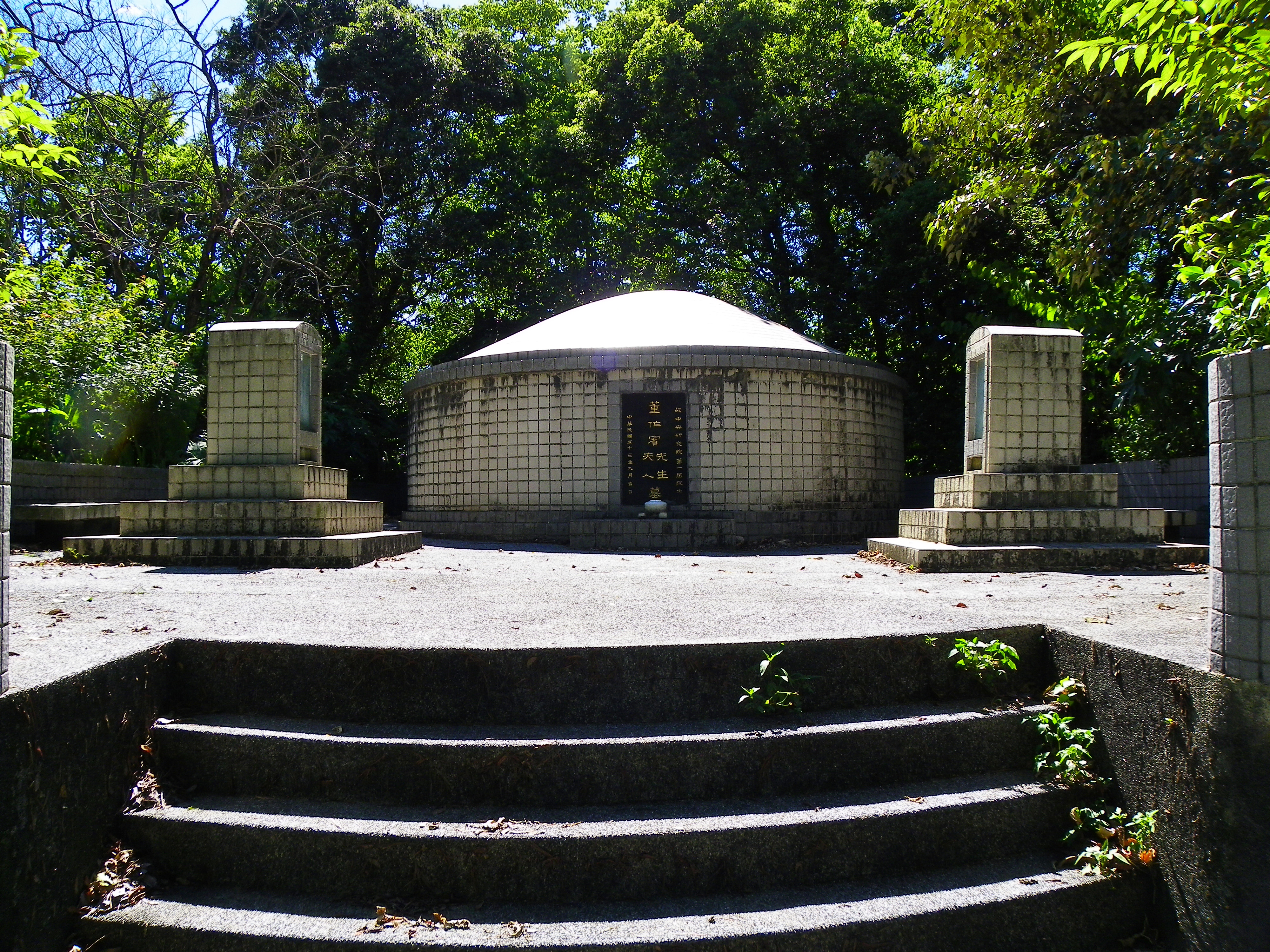
董作賓先生墓
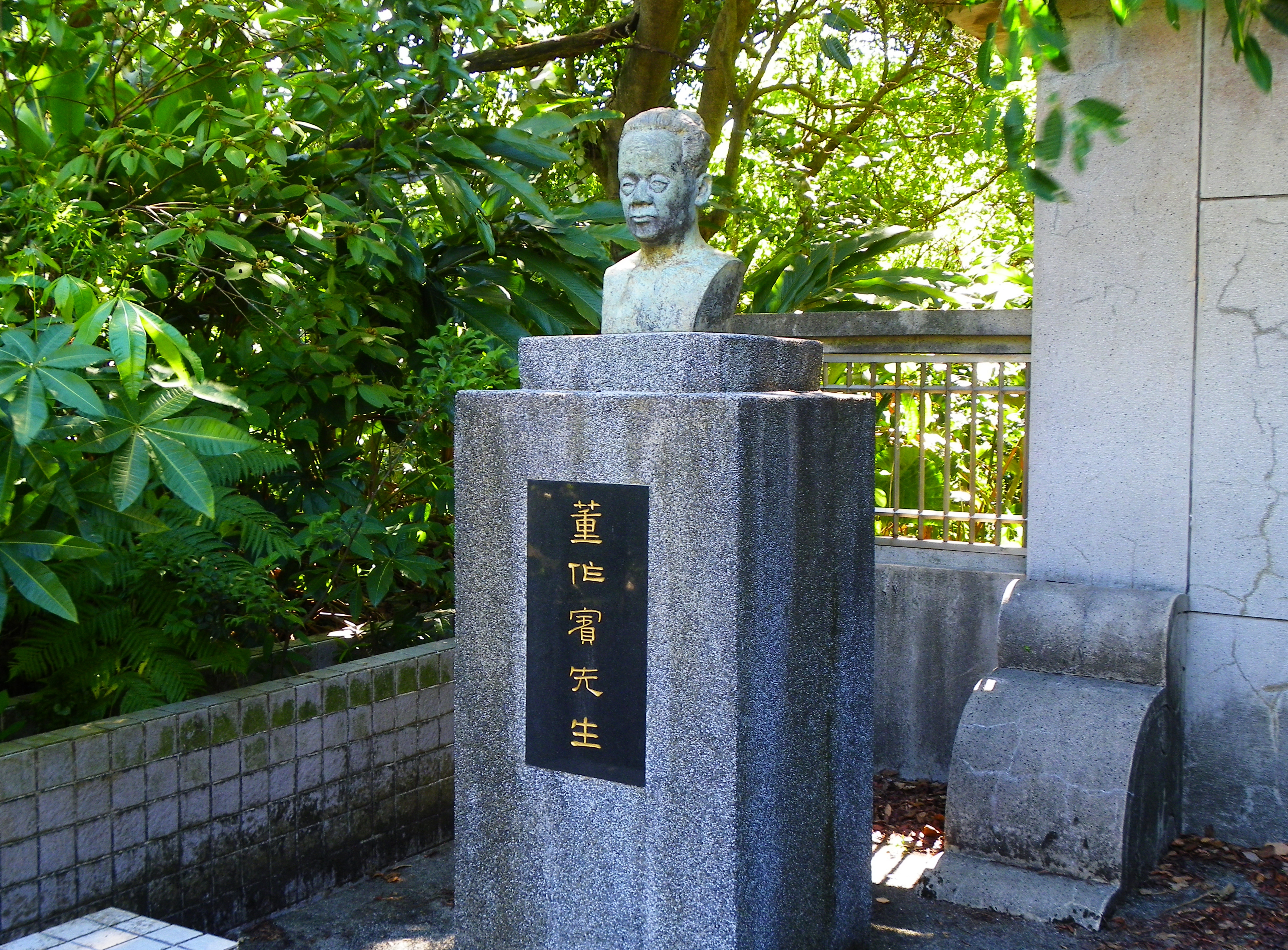
董作賓胸像
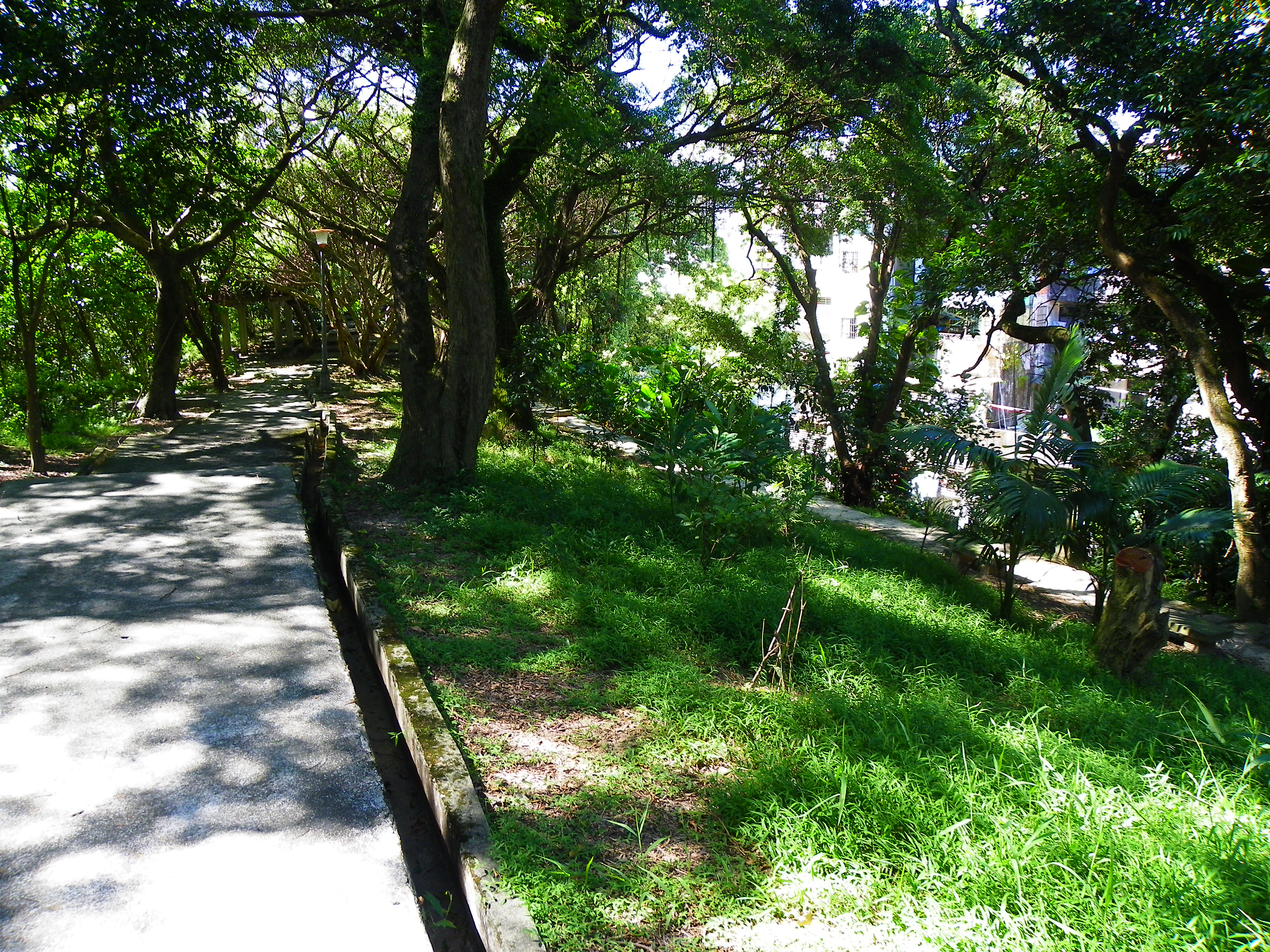
公園後山步道
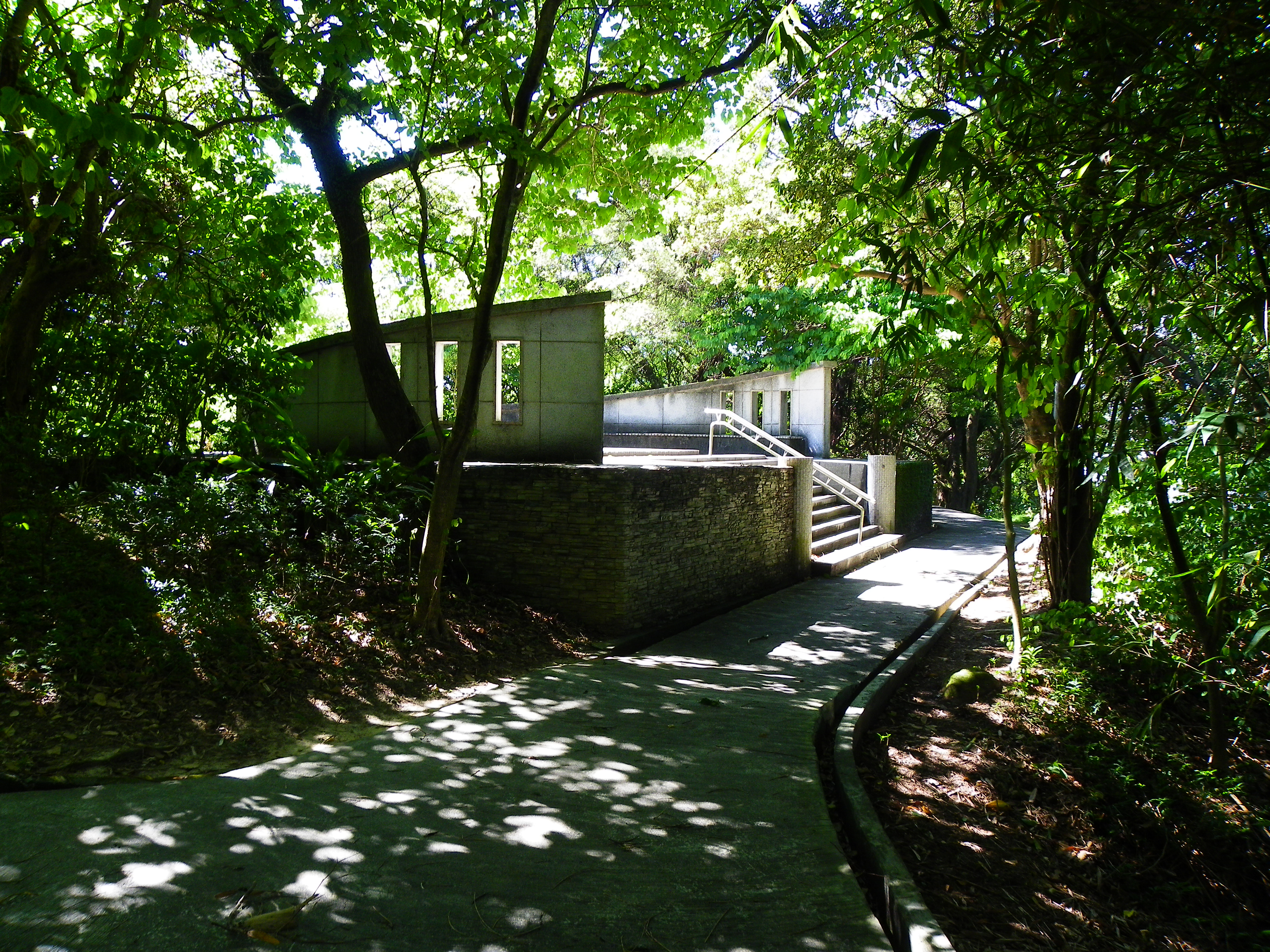
吳大猷先生紀念碑
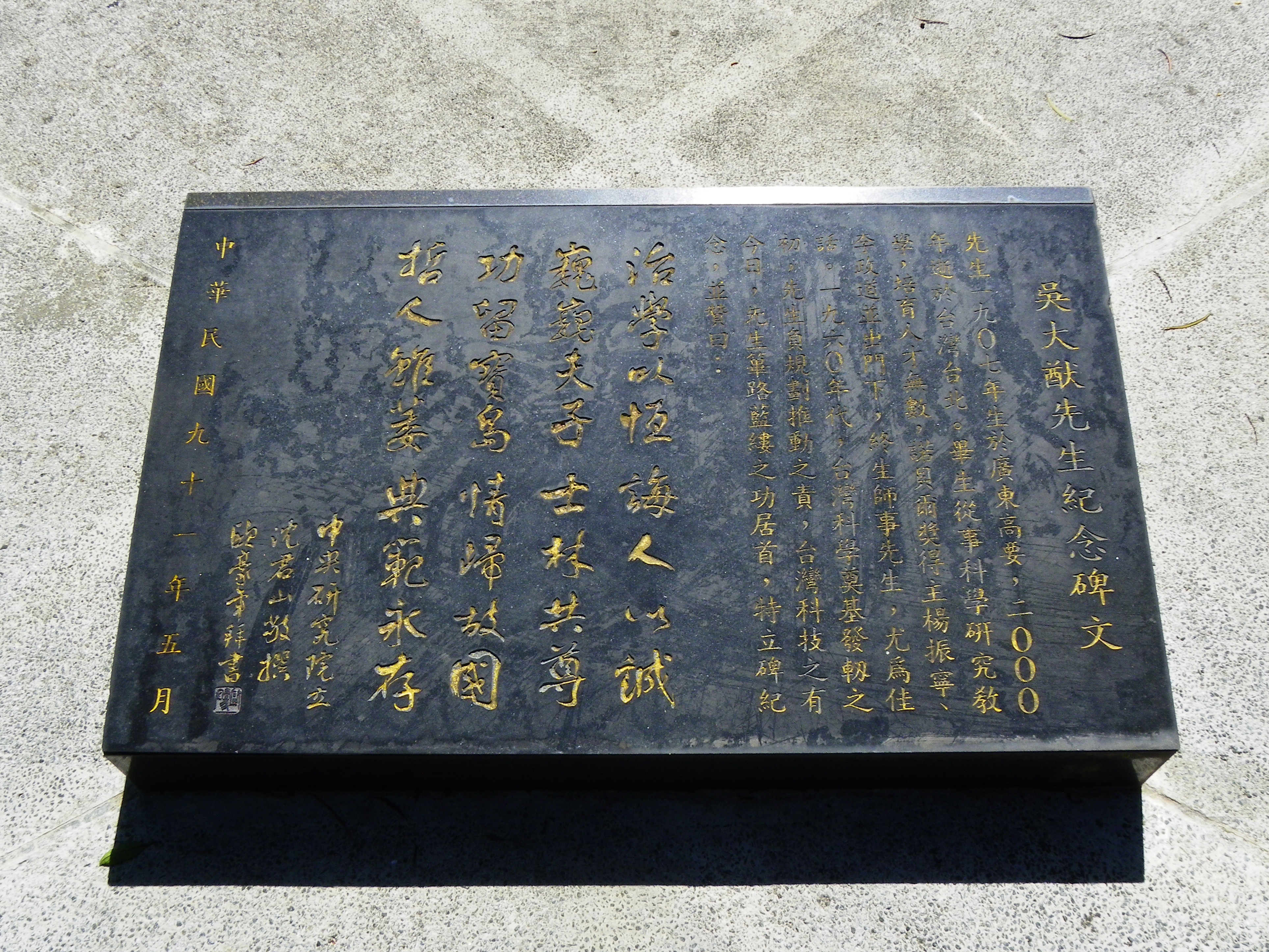
吳大猷先生紀念碑文，沈君山撰、歐豪年書
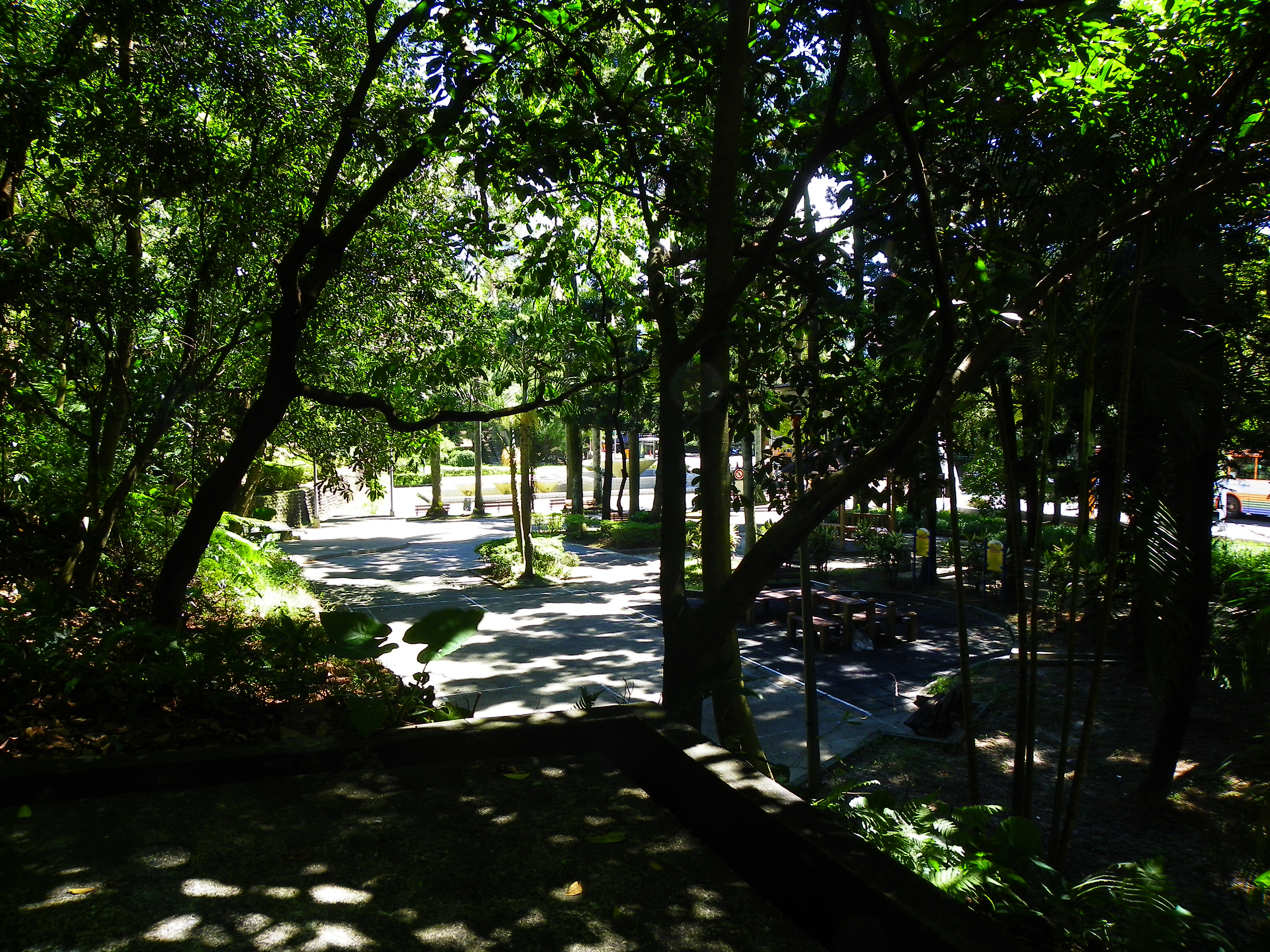
公園北部林蔭
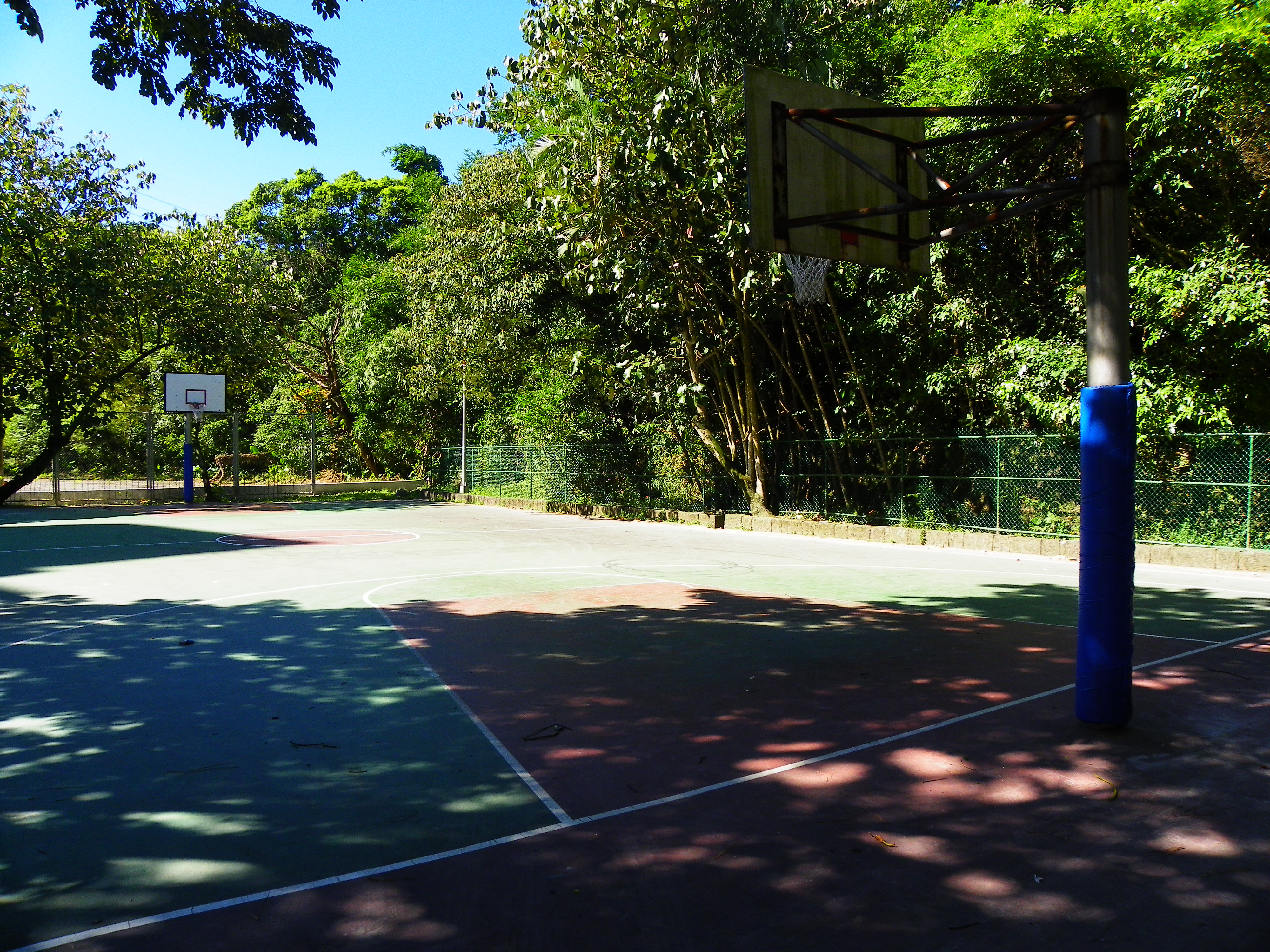
公園籃球場

## 週邊
- 中央研究院
- 胡適紀念館
- 臺北市南港區胡適國民小學
- 臺北市南港區舊莊國民小學

## 外部連結
- 胡適公園 - 公園走透透 （页面存档备份，存于）
- 胡適紀念館  臺北旅遊網 （页面存档备份，存于）
- 胡適紀念館 （页面存档备份，存于）
- 胡適公園  籃球場[].臺北市政府體育局